# هولدن یوته

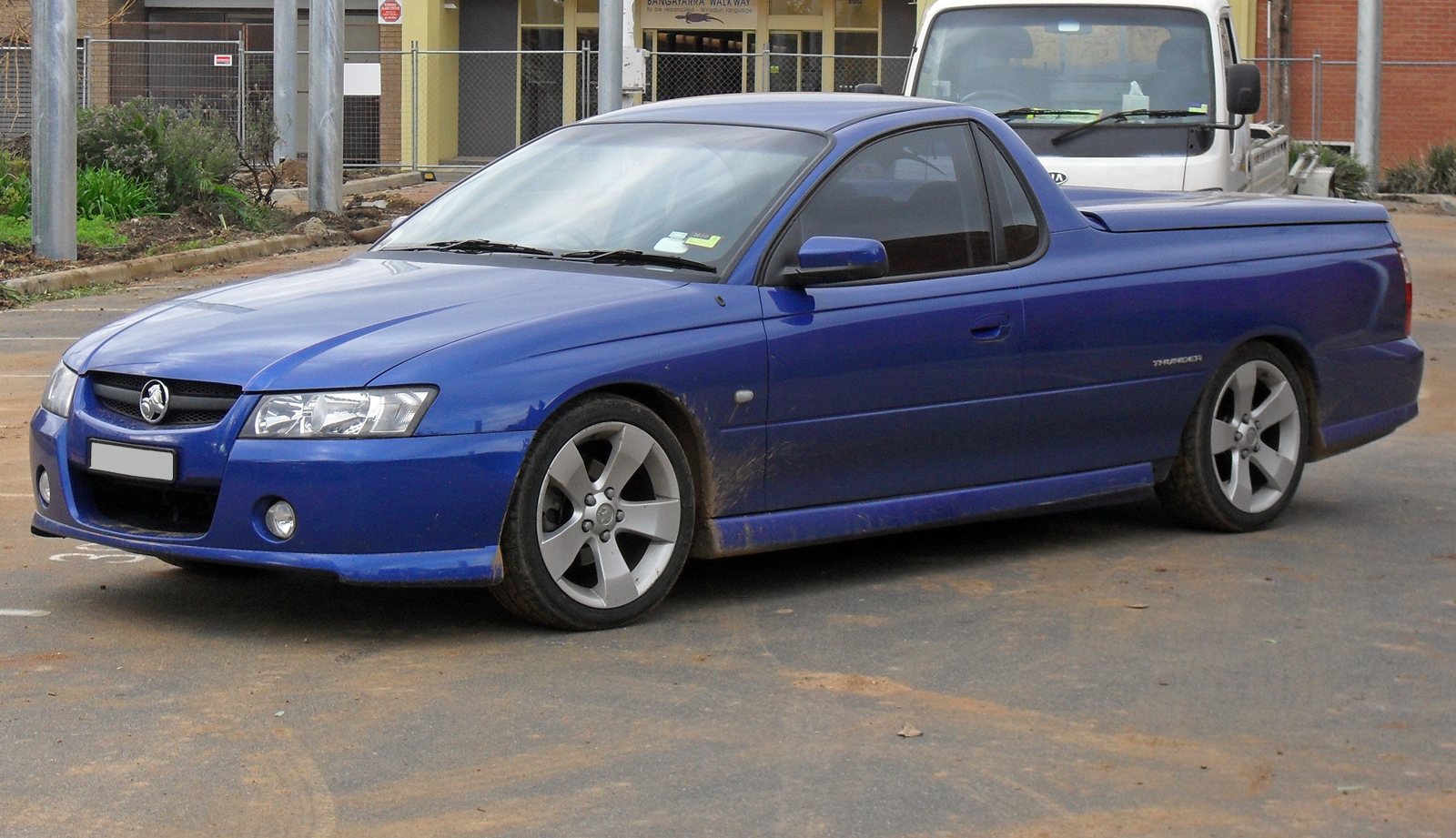

هولدن یوته (Holden Ute) خودرویی است که از سال ۲۰۰۰ تا کنون تولید شده‌است.